# 15. oktober
15. oktober er dag 288 i året i den gregorianske kalender (dag 289 i skudår). Der er 77 dage tilbage af året.
Dagens navn er Hedevig.

### Begivenheder
Født - Dødsfald
- 1066 - Efter Harold Godvinsons død under Slaget ved Hastings udnævnes Edgar Ætheling til konge af England; han krones dog ikke, og overlader to måneder senere tronen til Vilhelm Erobreren.[1]
- 1529 - Sultan Suleiman den Prægtige opgiver belejringen af Wien, hvorved osmannernes ekspansion i Europa stoppes.
- 1536 - På en rigsdag i København vedtager kong Christian 3. en håndfæstning. Adelen bevarer hals- og håndsret over fæstebønderne.
- 1783 - Brødrene Montgolfiers varmluftsballon flyver første gang med mennesker ombord.[2]
- 1793 - Den franske dronning Marie Antoinette dømmes skyldig i højforræderi og bliver dagen efter guillotineret på Place de la Révolution.[3]
- 1815 - Napoleon begynder sit eksil på Sankt Helena i Sydatlanten.[4]
- 1851 - Der bliver fundet guld i Australien, hvilket sætter skub i indvandringen.
- 1863 - Sydstaternes ubåd H.L. Hunley synker og alle ombordværende, herunder opfinderen, omkommer. Ubåden bjærges og gennemfører året efter den første ubådssænkning af et krigsskib.
- 1871 - På et møde i "Tømrerkroen" stiftes en dansk afdeling af "Internationalen" – det bliver senere til Socialdemokratiet.
- 1894 - Kaptajn Alfred Dreyfus arresteres for spionage.
- 1910 - Luftskibet America letter fra New Jersey i det første forsøg på at krydse Atlanten med et luftskib. Luftskibet havarerer, men besætningen reddes vest for Bermuda.
- 1914 - Slaget om Warszawa indledes.
- 1917 - Den nederlandske danserinde Mata Hari henrettes ved skydning efter at vælre fundet skyldig i spionage til fordel for Tyskland under første verdenskrig.
- 1923 - I Weimarrepublikken afløses Papirmark af Rentemark i et forsøg på at stoppe hyperinflation.
- 1928 - Luftskibet Graf Zeppelin gennemfører den første transatlantiske flyvning, da det lander i Lakehurst i New Jersey i USA.
- 1934 - Kinas Sovjetiske Republik falder for Chiang Kai-sheks tropper, og de kinesiske kommunister starter Den lange march.
- 1940 - Under Blitzen (de tyske bombninger af England) foretager Luftwaffe sit hidtil kraftigste angreb på Londom med 380 bombefly. Bombeflyende vender tilbage næste nat og mere end 400 mennesker omkommer.
- 1944 - Nazi-Tyskland iværksætter Operation Panzerfaust, der har til formål at eliminere Ungarns regering, der har påbegyndt hemmelig fredsforhandlinger med Sovjetunionen.[5]
- 1945 - Den franske politiker Pierre Laval, leder af Vichy-regeringen, henrettes for samarbejde med nazisterne under anden verdenskrig.
- 1946 - I Nürnberg bliver 10 nazister henrettet ved hængning. Det lykkes Hermann Göring at begå selvmord med gift, få timer før han skal hænges for sine krigsforbrydelser.
- 1946 - Ugebladet Alt for Damerne udkommer for første gang.
- 1950 - Havundersøgelsesskibet Galathea afgår fra København på sin dybhavsekspedition.
- 1954 - William Golding's Fluernes Herre (Lord of the flies) udkommer i England.
- 1956 - IBM gør det første moderne programmeringssprog FORTRAN tilgængeligt for offentligheden.
- 1962 - Amnesty International grundlægges i London.[kilde mangler]
- 1964 - Britiske Labour vinder valget til Underhuset og dagen efter overtager Harold Wilson posten som premierminister fra de konsevatives Alec Douglas-Home.
- 1966 -The Black Panther Party grundlægges af Huey P. Newton og Bobby Seale.
- 1970 - Under opførelsen af Australiens største bro, West Gate Bridge i Melbourne, kollapser et brofag og 35 personer omkommer.[6]
- 1979 - Ved et militærkup i El Salvador afsættes præsident Carlos Humberto Romero, hvilket leder til en 12 år lang borgerkrig i landet.[7]
- 1989 - Wayne Gretzky bliver alletiders topscorer i NHL.
- 1990 - Sovjetunionens leder Mikhail Gorbatjov tildeles Nobels fredspris for sine bestræbelser på at mindske spændingerne under Den kolde krig og for forsøgene på at reformere det sovjetiske samfund.
- 1997 - Rumfartøjet Cassini-Huygens opsendes fra Cape Canaveral mod Saturn.
- 2000 - Den danske TV-kanal TV 2 Zulu sender for første gang.
- 2001 - NASA's rumfartøj Galileo passerer Jupiters måne Io i en afstand af 180 km.
- 2003 - Kina opsender sin første bemandede rummission, Shenzhou 5.
- 2005 - Irakerne stemmer om landets første demokratiske forfatning.
- 2016 197 lande justerer Montreal-protokollen så den også omfatter hydrofluorocarbon, der skal udfases.

### Født
- 70 f.Kr. - Vergil, romersk forfatter (Æneiden) (død 19 f.Kr.).
- 1777 - Christian David Gebauer, dansk maler (død 1831).
- 1786 - Hermann Ernst Freund, dansk billedhugger (død 1840).
- 1804 - Michael Drewsen, dansk papirfabrikant og Silkeborgs grundlægger (død 1874).
- 1844 - Friedrich Nietzsche, tysk filosof (død 1900).
- 1856 - Carl Ewald, dansk forfatter og journalist (død 1908).
- 1881 - P. G. Wodehouse, engelsk forfatter (død 1975).
- 1907 - Varian Fry, amerikansk journalist (død 1967).
- 1908 - John Kenneth Galbraith, canadisk økonom (død 2006).
- 1920 - Mario Puzo, amerikansk forfatter (død 1999).
- 1923 - Italo Calvino, italiensk forfatter (død 1985).
- 1924 - Lee Iacocca, amerikansk industrimand.
- 1926 - Evan Hunter, amerikansk forfatter (død 2005).
- 1926 - Michel Foucault, fransk filosof (død 1984).
- 1934 - Poul Borum, forfatter, anmelder (død 1996).
- 1935 - Barry McGuire, amerikansk sanger.
- 1946 - Bo Stief, dansk jazzbassist.
- 1955 - Hüseyin Arac, tyrkisk-født, dansk politiker fra Socialdemokraterne.
- 1963 - Anders Lund Madsen, dansk journalist.
- 1964 - Thomas Helmig, dansk sanger og sangskriver.
- 1966 - Troels Lyby, dansk skuespiller.
- 1968 - Didier Deschamps, fransk fodboldspiller og træner.
- 1969 - Peter Grønborg, dansk journalist og studievært på TV2 News.
- 1972 - Sandra Kim, belgisk sanger.
- 1976 - Rune Klan, dansk stand-up-komiker.
- 1977 - David Trézéguet, fransk fodboldspiller.
- 1984 - Mads Vad, dansk sportsdanser.
- 1985 - Stephanie León, dansk skuespillerinde.
- 1988 - Mesut Özil, tysk fodboldspiller.
- 2005 - Christian Valdemar Henri John, Hans Kongelige Højhed Kronprins Christian, Greve af Monpezat, søn af Hendes Majestæt Dronning Mary og Hans Majestæt Kong Frederik 10. af Danmark, Greve af Monpezat.

### Dødsfald
- 1750 - Frederik Christian Eilschov, dansk oplysningsfilosof (født 1725).
- 1905 - Pietro Krohn, dansk maler og museumsdirektør (født 1840).
- 1917 - Mata Hari, hollandsk spion og natklubdanserinde (født 1876) - henrettet.
- 1925 - Oscar Nordqvist, svensk fiskerikyndig og zoolog (født 1858).
- 1934 - Raymond Poincaré, fransk statsmand (født 1860).
- 1944 - Jørgen Haagen Schmith, dansk modstandsmand (Citronen) (født 1910) - myrdet.
- 1946 - Hermann Göring, tysk nazistisk leder (født 1893) - selvmord.
- 1964 - Cole Porter, amerikansk sangskriver og komponist (født 1891).
- 1993 - Dan Turèll, dansk forfatter (født 1946).
- 2004 - Per Højholt, dansk forfatter (født 1928).
- 2008 - Lise Togeby, dansk professor (født 1942).
- 2014 - Preben Boye, dansk maler og billedhugger (født 1944).
- 2018 - Paul Allen, amerikansk forretningsmand (Microsoft) (født 1953).